# Reconstrucción de Managua después del terremoto de 1972
La reconstrucción de Managua tras el terremoto de 1972 fue un proceso urbano, social y político complejo, marcado por la destrucción masiva del centro histórico de la ciudad tras el terremoto de Managua de 1972, el cual dejó más de 10,000 muertos, destruyó cerca del 80 % del área urbana central y desplazó a cientos de miles de personas. 
Pese al apoyo internacional y la creación de planes urbanísticos respaldados por el PNUD y la ONU, el proceso de reconstrucción estuvo plagado de corrupción, planificación incompleta y abandono institucional. Este escenario aceleró la desarticulación del centro histórico y favoreció el crecimiento desordenado hacia la periferia. Asimismo, contribuyó al fortalecimiento del descontento social que desembocó en la revolución sandinista de 1979.

## Destrucción y consecuencias
El terremoto ocurrió a las 12:29 a. m. del 23 de diciembre de 1972. Su epicentro se localizó en el centro de Managua, y tuvo una magnitud de 6.2 en la escala de Richter. Dos réplicas adicionales, de magnitud 5.0 y 5.2, siguieron minutos después, incrementando el daño estructural.
En menos de un minuto, más del 80 % de las edificaciones del casco urbano colapsaron o quedaron inhabitables. Entre los edificios emblemáticos destruidos se encuentran la Catedral de Managua, el Palacio Nacional, el edificio del Banco Nacional de Nicaragua, la Casa del Obrero, la Casa del Pueblo, y el Gran Hotel de Managua. El Teatro Nacional Rubén Darío sufrió severos daños en su fachada y estructura interna, y muchos edificios gubernamentales, bancos y hoteles desaparecieron por completo.
A nivel residencial, el sismo arrasó barrios históricos y densamente poblados como Altagracia, Campo Bruce, San Sebastián, San Antonio, Colonia Dambach, Monseñor Lezcano y zonas de Bello Horizonte. Más de 300,000 personas quedaron sin hogar, mientras que las cifras de fallecidos oscilan entre 10,000 y 20,000, aunque nunca fueron oficialmente verificadas debido al colapso institucional.
El terremoto también provocó incendios generalizados, cortes de energía, colapso de la red de agua potable y desorganización total de los servicios de emergencia. La Guardia Nacional fue ampliamente criticada por priorizar la vigilancia de edificios oficiales y bancos, mientras los cuerpos permanecían bajo los escombros.
La ciudad fue declarada zona de desastre absoluto y colocada bajo ley marcial. El impacto económico fue devastador: se estima que más del 50 % del producto interno bruto de Nicaragua fue comprometido. Comercios, bancos, medios de comunicación, hospitales y escuelas fueron destruidos. La Organización Panamericana de la Salud calificó el evento como “uno de los desastres urbanos más catastróficos del siglo XX en América Latina”.
Más allá de lo físico, el sismo marcó un quiebre simbólico y existencial para los habitantes de Managua. El centro histórico, hasta entonces corazón político, económico y cultural del país, quedó reducido a ruinas. Los intentos de recuperación fueron lentos, mal coordinados y cargados de corrupción, lo que generó un sentimiento de abandono y desesperanza entre los capitalinos.
Esta catástrofe no solo transformó la infraestructura urbana, sino también la relación de la ciudadanía con el Estado, y dejó cicatrices psicológicas que persistieron durante décadas.

## Planes urbanísticos fallidos
Tras el terremoto, el gobierno del general Anastasio Somoza Debayle prometió una pronta reconstrucción de Managua, impulsando una visión de ciudad moderna y descentralizada. Se llevaron a cabo ambiciosos planes urbanísticos apoyados por organismos internacionales como el Banco Interamericano de Desarrollo, el Banco Mundial y la Organización de Estados Americanos, que ofrecieron estudios y asesoría técnica.
Los principales proyectos planificados incluyeron:
- La creación de un nuevo centro cívico alejado del casco antiguo destruido.
- La descentralización de las funciones administrativas y residenciales mediante subcentros urbanos.
- El desarrollo de nuevas arterias viales como la Pista Juan Pablo II y la Pista Larreynaga.
- Conjuntos habitacionales para reubicar a los damnificados del sismo.

Sin embargo, estos planes fracasaron por múltiples razones:
- Corrupción y desvío de fondos: Diversas investigaciones y denuncias documentaron el uso indebido de donaciones internacionales por parte de la familia Somoza, lo que generó indignación nacional e internacional.[8]

- No implementación de los planes: Aunque se elaboraron estudios técnicos, muchos nunca se ejecutaron por falta de voluntad política o intereses particulares.[7]

- Privatización del centro: Parte del terreno expropiado fue cedido o vendido a empresarios y oficiales del régimen, sin una estrategia pública de reconstrucción urbana.[7]

- Crecimiento informal: Miles de damnificados no fueron reubicados, lo que provocó la expansión de asentamientos irregulares en zonas vulnerables y sin servicios básicos.

Con la llegada del Frente Sandinista de Liberación Nacional al poder en 1979, el nuevo gobierno heredó una ciudad fragmentada, con un centro en ruinas y múltiples zonas marginales. Se hicieron esfuerzos de organización comunitaria y provisión de servicios en barrios populares, pero no se logró revitalizar el casco histórico.
Hasta la actualidad, el antiguo centro de Managua permanece como un espacio discontinuo, con escasas edificaciones nuevas y funciones dispersas. Muchos terrenos se mantienen vacíos o subutilizados, y las zonas residenciales, comerciales y administrativas se desplazaron hacia sectores como Villa Fontana, Carretera a Masaya, Altamira y Camino de Oriente, consolidando un patrón urbano disperso.

### Reconstrucción y decentralización
A pesar de las apariencias, Managua fue reconstruida tras el terremoto de Managua de 1972 siguiendo un diseño urbanístico preestablecido. El sismo destruyó por completo el casco antiguo, compuesto por calles estrechas, negocios pequeños y viviendas de distintas clases sociales conviviendo en proximidad, aunque con tensiones. Sin embargo, la destrucción permanente del centro fue impulsada por decisiones humanas. El nuevo modelo de ciudad fue producto de un plan de “descentralización” promovido por el régimen somocista, con apoyo de urbanistas estadounidenses, organismos internacionales y empresas privadas.
El centro histórico fue cercado para impedir su reconstrucción, incentivando el crecimiento urbano hacia la periferia. Las autoridades creían que una ciudad expandida permitiría un desarrollo urbano más racional y seguro que el antiguo centro denso y peligroso. Asimismo, se pensó que esta nueva estructura resolvería los conflictos sociales y limitaría la concentración de poder político. En nombre de la seguridad, la eficiencia económica, la armonía social y una visión contradictoria de la modernización, Managua fue rediseñada de forma que, en lugar de disminuir las tensiones sociales, las amplificó, contribuyendo eventualmente a la Revolución Sandinista.
Los planificadores en Estados Unidos y Nicaragua impulsaron una visión de ciudad moderna, ordenada y funcional, inspirada en modelos urbanos norteamericanos. La nueva infraestructura promovía un desarrollo fragmentado por clases y funciones económicas. Si bien esta organización permitió una mayor previsión ante desastres naturales, también profundizó las desigualdades y consolidó el poder dictatorial dentro del diseño mismo de la ciudad.
Este modelo urbanístico, impuesto desde el exterior, generó un rechazo generalizado. Poco a poco surgió una alianza entre la burguesía nicaragüense, sectores de la izquierda radical y la población empobrecida de Managua. Esta coalición se unió no solo contra la dictadura, sino también en oposición a la nueva ciudad modernizada impuesta por el régimen. Así nació una visión alternativa del espacio urbano, en la que la identidad nacional y la armonía de clases podían convivir. Este descontento urbano contribuyó decisivamente al triunfo de la Revolución de 1979 y a transformar Managua en una ciudad símbolo de la Guerra Fría en el hemisferio sur

### Primer plan de reconstrucción
El primer intento de reconstrucción formal de Managua tras el terremoto de Managua de 1972 fue elaborado por un equipo de urbanistas del Ministerio de Obras Públicas de México. Este grupo ya había estado estudiando opciones para modernizar el centro histórico de la ciudad antes del sismo. Tras la catástrofe, adaptaron rápidamente sus propuestas para crear un plan maestro para la nueva capital. Sin embargo, este rediseño se realizó sin estudios de campo detallados ni consultas con la población nicaragüense.
El modelo propuesto por los técnicos mexicanos tomaba como referencia el centro moderno de Ciudad de México. Se planteaba reconstruir la zona céntrica de Managua con edificios residenciales de gran altura, oficinas gubernamentales y amplios espacios verdes. Aunque se proponía reducir la densidad poblacional, se pretendía conservar el centro como eje estructurador de la ciudad.
Sin embargo, asesores urbanísticos estadounidenses rechazaron este plan, argumentando que no se ajustaba a la realidad social y económica de Nicaragua. Consideraban que los edificios altos y modernos resultaban culturalmente ajenos e inaceptables para gran parte de la población, debido a su falta de correspondencia con las costumbres de vida tradicionales. Incluso llegaron a advertir que los contratistas extranjeros corrían el riesgo de “no poder rebajar lo suficiente sus expectativas” para adaptarse al contexto nicaragüense. Uno de los asesores resumió la visión de forma tajante: “Managua siempre será una ciudad pequeña y bastante pobre”.
A pesar de este pesimismo, surgió una visión opuesta influenciada por el modelo urbano de Los Ángeles, caracterizado por la expansión horizontal y la dependencia del transporte automotor. En este esquema, la reconstrucción se centraría en ampliar las vías de comunicación, permitiendo que la población se desplazara más libremente por una ciudad más dispersa. La Comisión Internacional para la Reconstrucción y Reurbanización respaldó este modelo, afirmando que la nueva Managua debía “reflejar la tendencia global hacia una expansión del área urbana más que del crecimiento poblacional”.
En consonancia con las políticas de desarrollo de Estados Unidos, que priorizaban la infraestructura como motor económico, gran parte de la ayuda estadounidense fue destinada a la construcción de carreteras y bulevares. Según el Ministerio de Planificación de Nicaragua, la destrucción del centro fue vista incluso como una oportunidad para reemplazar las calles estrechas por amplias avenidas que facilitaran el tránsito y el comercio. Como parte de esta estrategia se construyó un gran “Bypass” que rodeaba el centro histórico, y se trazaron nuevas autopistas que conectaban Managua con ciudades vecinas, fomentando así un modelo de metrópoli descentralizada.

### Reconstrucción por los Estados Unidos
Uno de los proyectos más emblemáticos impulsados por Estados Unidos tras el terremoto de Managua de 1972 fue el conjunto habitacional Las Americas, concebido por la USAID como una respuesta de emergencia para albergar a decenas de miles de managuas pobres que habían perdido sus hogares. Este esfuerzo se materializó en los sectores ubicados al sureste del antiguo centro de Managua, y fue presentado por el régimen de Anastasio Somoza Debayle como parte de una nueva “tercera ciudad” nicaragüense, que rivalizaría en población con León y la propia Managua, albergando cerca de 70,000 personas.
Los sitios elegidos para Las Américas 1, 2, 3 y 4 fueron seleccionados por su aparente distancia de zonas sísmicas y su proximidad al área industrial de la ciudad, donde se suponía que los nuevos habitantes encontrarían empleo. Iniciado en febrero de 1973 y concluido en mayo del mismo año, el proyecto construyó 11,000 refugios de madera y lámina, de 15 pies por 15 pies, con pisos de tierra.
Frente a las críticas en la prensa estadounidense que acusaban al proyecto de generar nuevos cinturones de miseria, la USAID respondió que Las Américas no era un proyecto de vivienda, sino de “albergue temporal”, orientado a ofrecer techo inmediato a los desplazados. Debido a limitaciones presupuestarias, se promovió el modelo de “autoayuda”, en el cual los beneficiarios debían mejorar sus viviendas gradualmente con herramientas y asesoramiento técnico básico.
Sin embargo, desde el inicio el programa estuvo plagado de deficiencias. Las lluvias intensas de la estación invernal amenazaban con destruir los refugios, carentes de drenaje adecuado. A pesar de ello, el gobierno no garantizó el acceso a agua potable, y aunque la Guardia Nacional de Nicaragua ofreció cierta asistencia como parte de su entrenamiento en “acción cívica”, pronto abandonó el esfuerzo ante el incremento de las demandas comunitarias. En paralelo, la Guardia impidió que los refugiados más pobres se instalaran allí, lo que provocó la expansión de tugurios ilegales en las periferias de la ciudad.
Las condiciones de vida en Las Américas eran precarias: sin escuelas, servicios de salud, electricidad ni sistemas de saneamiento adecuados. Las promesas de empleo para sus habitantes tampoco se cumplieron. A diferencia de los antiguos barrios de Managua, donde los sectores populares sobrevivían vendiendo productos y servicios a residentes más acomodados, en Las Américas todos los vecinos eran de bajos ingresos, lo que dificultaba el comercio y la subsistencia.
El transporte ineficiente dificultaba la conexión con otras zonas de la capital. Editoriales en el diario La Prensa advertían que las condiciones infrahumanas conducirían no solo a la degradación física, sino también moral de sus residentes, señalando que el único comercio próspero en la zona era el relacionado con el vicio.
Frustrados con la falta de atención de las autoridades y sin representación efectiva, los pobladores comenzaron a organizarse en comités para exigir mejoras. Cuando sus demandas fueron ignoradas, surgieron actos esporádicos de protesta violenta en distintas zonas de Managua. Se registraron huelgas masivas en los sectores de la salud y la construcción. Sin embargo, las mejoras obtenidas no alcanzaron a la mayoría de la población empobrecida.
El detonante final fue la crisis del agua. Los residentes llevaban meses quejándose del sistema de distribución, que solo funcionaba de medianoche a las seis de la mañana. Ante la presión, el gobierno anunció la eliminación del servicio gratuito y exigió el pago por la instalación de grifos en cada vivienda. La noche del 7 de octubre de 1974 estallaron disturbios: los residentes destruyeron las instalaciones oficiales, lo que evidenció el profundo malestar de los sectores populares con las políticas urbanas del régimen y la cooperación internacional.
En lugar de integrar a las clases populares, los planes urbanísticos terminaron por marginarlas aún más, facilitando el control social por parte del gobierno. Si bien la concentración en barrios obreros permitió cierto grado de organización comunitaria, la oposición al régimen de Somoza continuaba fragmentada. La pregunta persistente era si esta Managua descentralizada ofrecería canales reales para expresar las demandas ciudadanas o simplemente relegaría a los pobres a la periferia urbana.

## Corrupción y crisis de legitimidad
Miles de millones de dólares en ayuda internacional fueron enviados a Nicaragua en los meses posteriores al terremoto. Sin embargo, gran parte de estos fondos nunca se tradujeron en mejoras sustanciales para la población damnificada. Numerosos informes, incluidos los del gobierno de Estados Unidos, agencias internacionales y medios de comunicación, señalaron que el régimen de Anastasio Somoza Debayle desvió gran parte de la ayuda humanitaria hacia empresas de su propiedad o controladas por su círculo cercano.
Las denuncias de corrupción se volvieron ampliamente conocidas tanto a nivel nacional como internacional. Organizaciones como la Cruz Roja, USAID, la OEA, e incluso organismos eclesiásticos, expresaron públicamente su preocupación por la mala administración de la ayuda. Algunas donaciones llegaron a ser vendidas en supermercados y farmacias de propiedad somocista.
La percepción generalizada de que el terremoto había sido instrumentalizado políticamente por el régimen deterioró seriamente su legitimidad. Movimientos sociales, sectores de la iglesia católica y organizaciones civiles comenzaron a cuestionar abiertamente la autoridad de Somoza. Incluso dentro de las filas del empresariado tradicional —hasta entonces aliado del régimen— surgieron voces críticas ante lo que consideraban una concentración obscena del poder económico tras la tragedia.
Este clima de desconfianza fue uno de los catalizadores del crecimiento de la oposición al somocismo. Entre 1973 y 1979, el FSLN se fortaleció política y militarmente, alimentado por el rechazo ciudadano a la corrupción post-sísmica. Para muchos historiadores, el terremoto y la gestión fraudulenta de su reconstrucción marcaron el inicio del fin del régimen somocista y el preludio de la Revolución Sandinista.
El descrédito institucional y el abandono del centro alimentaron la indignación de amplios sectores sociales y facilitaron el avance del Frente Sandinista de Liberación Nacional.

## Expansión informal y abandono del centro
La falta de una política clara de reconstrucción dejó a decenas de miles de familias sin vivienda. Muchas ocuparon tierras en la periferia: nacieron barrios como Rubenia, La Primavera, Villa Reconciliación, Camilo Chamorro, Nueva Libia y otros.
Estos barrios, carentes de planificación, infraestructura y servicios, se consolidaron con el tiempo como zonas densamente pobladas. Mientras tanto, el centro histórico se convirtió en un área marginalizada, utilizada como estacionamientos o bodegas.

## Influencia en la revolución sandinista
La percepción de que el régimen somocista usó el desastre para enriquecerse fue clave en el giro político que vivió Nicaragua. Grupos opositores, sectores eclesiásticos y movimientos juveniles canalizaron el dolor social hacia la movilización política.
El FSLN ganó apoyo en las zonas populares afectadas y la reconstrucción fallida fue frecuentemente utilizada en su propaganda. El terremoto de 1972 fue, por tanto, un punto de inflexión en la historia reciente del país.

## Legado
Actualmente, las huellas de esa reconstrucción inconclusa siguen visibles. Managua es una ciudad descentrada, con múltiples núcleos comerciales y administrativos, sin un verdadero centro cívico consolidado. Pese a algunos esfuerzos de renovación en la década de 2010 —como el Paseo Xolotlán, la reconstrucción de la Antigua Catedral de Managua y nuevos pasos a desnivel—, la capital aún arrastra los efectos urbanos y simbólicos del sismo.
El terremoto de 1972 transformó profundamente la estructura urbana, social y simbólica de Managua. A diferencia de otras capitales latinoamericanas que reconstruyeron sus centros históricos tras desastres, Managua no restauró su casco fundacional, sino que lo abandonó parcialmente. El antiguo centro, devastado y plagado de terrenos baldíos, fue sustituido por una ciudad descentralizada, extensa y sin un centro claramente definido.
El nuevo modelo urbano se caracterizó por:
- Dispersión territorial: Los núcleos administrativos, comerciales y residenciales se reubicaron hacia sectores como Villa Fontana, Carretera a Masaya, Altamira, Carretera Sur, Camino de Oriente, y otros ejes periurbanos.[17]

- Colapso del transporte público tradicional: El sistema radial anterior fue reemplazado por rutas improvisadas que no convergían en un centro unificado, lo cual fragmentó la movilidad de la ciudad.

- Desigualdad espacial: Mientras zonas periféricas recibieron inversiones, el centro histórico quedó rezagado, generando contrastes marcados en infraestructura, servicios y valor del suelo.

- Vacíos urbanos permanentes: Muchas manzanas del centro permanecieron como lotes baldíos o estacionamientos por décadas. Hasta los años 2010, algunos proyectos como el Paseo Xolotlán, el Puerto Salvador Allende o la Plaza de la Revolución intentaron rescatar parte de su valor simbólico y turístico.

- Pérdida patrimonial irreparable: Además de la Catedral, se perdieron decenas de edificios históricos, incluyendo teatros, hoteles, y viviendas de valor arquitectónico. La ciudad dejó de contar con un centro colonial o decimonónico claramente identificable.

A nivel simbólico, la falta de reconstrucción del centro se convirtió en un reflejo del trauma colectivo que dejó el terremoto. La fragmentación urbana también fue interpretada por algunos estudios como un reflejo de la fragmentación política y social de la Nicaragua pos-terremoto y pos-revolución.